# Functioncode
functioncode（ファンクション・コード）は、主に日本で活動しているバンドである。略称はfc();、fcode();。『「ROMANESQUE OF THE ALTERNATIVE〜ロックするロマネスク」ゴスの美意識と、エモーショナルなサウンド—その融解点を目指し』、結成。初ギグは2003年10月。当時のバンド名は、リカ&GANG BANG。その後、バンド名をRika.F5、2005年よりfunction code();、2010年7月からfunctioncodeと改め、活動中。
2007年9月26日マキシシングル「UNDYING LOVE」でメジャー・デビュー。

## メンバー
- le;ka（リカ、1980年4月25日、東京都出身）ボーカル。声優・森永理科としても活動中。
  - 表記は、森永理科→RIKA(RIKA MORINAGA)→LIKA(LIKA MORINAGA)と変遷している。
- MATSUOKA（マツオカ、2月5日、京都府出身）ピアノ、作曲
- J.P.HAL.J（ジェイ・ピー・ハル・ジェイ、6月19日、府中市出身）ドラム、パーカッション。SPEED-iDでも活動中。
- MARQUEE（マーキー）ギター。SPEED-iDでも活動中。
- H.L.EURO（エイチ・エル・ユーロ、2月17日、府中市出身）ベース、プロデュース。SPEED-iDでも活動中。
- その他、ワンマンでは月蝕歌劇団の関係者やフリーのパフォーマー、ダンサーが参加している。

### 元メンバー
- 右狂（ウキョウ）ギター ※サポートメンバー
- TADAOMI（タダオミ）ベース ※2009.8.29以降fc();での活動が突如無くなる。現在はLAB. THE BASEMENTで活動中。

## 概要・来歴
プロデューサーで現メンバーのH.L.EUROが、「日本にもGARBAGEのようなバンドを」という構想のもと、ボーカルを探していた。
月蝕歌劇団の舞台でLIKAを見たのがきっかけとなり、結成。H.L.EUROがLIKAをスカウトした時、カラオケでケイト・ブッシュの「嵐が丘」をリクエストした。（H.L.EUROにとってはオーディションのつもりだった）その時の歌声を認められ、ボーカルに本採用された。
LIKAの旧公式ブログ「...Rika's Blog...」では、マイ・ケミカル・ロマンス(My Chemical Romance)、ドレスデン・ドールズ(The Dresden Dolls) などがフェイバリットとしてあげられていた。ドレスデン・ドールズについては、2007年1月28日のワンマンライヴにて、バンドロゴの入ったタンクトップを衣装に使用した程。
ROCK WAVE（テレ玉）毎月2週目水曜日のコーナー「GIRLS WAVE」では、LIKAがMCを担当している。2007年9月12日スタート。洋楽女性アーティストのPVを紹介している。
寺山修司〜J・A・シーザー直系の、歌と音楽と舞踏が一体となったシアトリカルな表現が特徴。ワンマンライヴではパフォーマーやダンサーを従え、アングラ趣味の大がかりなパフォーマンスを繰り広げている。
歌詞のほとんどはLIKAによるもので、H.L.EUROと連名の場合もある。作曲は、H.L.EUROとMATSUOKA、TADAOMIの3人が担当している。TADAOMIは、アルバム(HeroinE);より作曲に参加している。
ホームページ、CDのアートワークやフライヤーなどにおけるデザイン、フォトレタッチなどはLIKAが担当している。
第二形態のfunction code(under);、第三形態のfunction code(mono);等の形態がある。イベント「TOKYO DARK CASTLE」には、function code(under);で出演している。
前身バンドにて過去にただ一度だけ、みっくすJUICEの「カンパイ!旅立ちの日」をカバーしたことがある。（2004年クリスマスイベントにて）

## ディスコグラフィ

### マキシシングル
1. THE OCEAN OF EMPTINESS ep（2005.04.25 オフィシャルサイト限定発売）
2. THE OCEAN OF EMPTINESS ep（2005.04.25 欧州限定発売）
3. carillon（2006.12.25 タワーレコード限定発売、タワーレコードのインディーズ・チャートで1位を獲得）XLLXC-0601T
4. UNDYING LOVE（2007.09.26） POCE-3718
5. (UNDER);（2008.01.23 ディスクユニオン限定発売） HMCD-8001

### ミニアルバム
1. recursive call（2006.01.25） NPPX-104

### アルバム
1. (HeroinE);（2008.01.23 [CD+DVD]） POCE-3721
2. (HeroinE); the COMPLETE(2009.11.8 iTunes WORLD RELEASE)

### DVD
1. recursive call exclusive（2006.08.25） xllx-d6001

## タイアップ・挿入曲
- MBS「Hz(ヘルツ）」2007.10月度エンディング（UNDYING LOVE）
- テレビ埼玉「ROCK WAVE」2007.9～12月度エンディング（UNDYING LOVE）
- 映画「Re:Play-Girls」2010.9（Violent Messiah）

## ライブ

### リカ&GANG BANG
- 2003.10.21 - 「ZaX 2nd ANNIVERSARY SPECIAL EVENT」（柏ZaX）
  - 千葉のライヴハウス「ZAX」の二周年イベントにて最初で最後のお披露目ライヴ。
  - 共演：遠藤ミチロウ、大野靖之、深山Gt.、THEヒットマン
  - 現LM.CサポートメンバーHIKOが一回限りベースで参加した。

### Rika.F5
- 2004.01.10 - 「森永理科プロデュース「焦燥。」プレゼンツ ミス初台決勝大会」（初台ドアーズ）
- 2004.03.14 - 初ワンマン（初台ドアーズ）
  - 限定版CD「LIVE AT DOORS EXCLUSIVE PREMIERE DISC LIMITED EDITION」を配布。
- 2004.05.01 - 新宿HEAD POWER&赤坂MOVE 連動企画「恐縮。〜昭和新宿篇〜」（新宿HEAD POWER）
  - ライヴ・ハウスを迷宮に作り変え、「禁色赤目回廊」と題して演劇的なパフォーマンスを行う。
- 2004.05.23 - 新宿HEAD POWER&赤坂MOVE 連動企画「恐縮。〜昭和赤坂篇〜」（赤坂MOVE）
  - 演劇実験室◎万有引力のメンバーがパフォーマーとして参加。
- 2004.06.27 - 「『焦燥。』プレゼンツ 第2回 ミス初台決勝大会」（初台ドアーズ）
  - スペシャルゲストに秋吉久美子が登場した。
- 2004.08.25 - JCVチャリティ・フェスタ「NO BOODERS!!」（川崎クラブチッタ）
  - Yahoo!チャリティオークションにLIKAのステージ衣装を出品した。
- 2004.09.05 - ワンマンライヴ「oneman live action 02」（新宿HEAD POWER）
  - ライブハウス配布のフリーペーパーで表紙を飾った。
- 2004.10.27 - 「SOUND CLIP VER7.6」（渋谷テイクオフセブン）
- 2004.11.03 - 「『焦燥。』プレゼンツ 第3回 ミス初台決勝大会」（初台ドアーズ）
- 2004.11.13 - 「『焦燥。』プレゼンツ 恐縮。〜禁色赤目回廊〜」（新宿HEAD POWER）
  - 元cali≠gariの桜井青がゲストギタリストで参加した。
- 2004.11.27 - 「Alamode Musical 01 上弦ノ月ノ祝祭」（渋谷クラブエイジアP）
- 2004.12.24 - 「『焦燥。』プレゼンツ 女子聖夜祭2004」（池袋手刀）

### function code();
- 2005.04.24 - CD「THE OCEAN OF EMPTINESS ep」発売記念イベント「DOLLMETHOD OUT! #1」（初台ドアーズ）
- 2005.07.31 - イベント「CRUSH OF MODE-HYPER HOT SUMMER'05（オープニングアクト）」（渋谷O-EAST）
- 2005.08.27 - イベント「Web To Real "TOO REAL"#1」（池袋手刀）
- 2005.08.28 - イベント「iNDEEP DARKENED NIGT」（初台ドアーズ）
- 2006.01.04 - 入場無料ニューイヤーズ・イベント「EVIL ROLL-paint the New Year Black」（渋谷O-EAST）
- 2006.01.29 - CD「recursive call」インストアイベント（ライカエジソン東京店）
- 2006.02.06 - CD「recursive call」発売記念・入場無料ワンマンライヴ「recursive call exclusive」（六本木MORPH）
- 2006.05.03 - イベント「TOKYO DARK CASTLE」（新宿MARZ）
- 2006.07.01 - 主催イベント「THE PET PLANTS V1.0」（池袋手刀）
- 2006.08.26 - DVD「recursive call EXCLUSIVE」発売記念ツアー（心斎橋FAN-J）
- 2006.09.02 - DVD「recursive call EXCLUSIVE」インストアイベント・ミニライヴ（タワーレコード新宿店）
- 2006.09.10 - DVD「recursive call EXCLUSIVE」発売記念ツアー（渋谷O-CREST）
- 2006.11.19 - イベント「若者の音楽」（新宿MARBLE）
- 2007.01.28 - CD「carillon」発売記念ワンマンライヴ「carillon...calls at the midwinter」（新宿MARZ）
- 2007.07.28 - イベント「iNDEEP DARKENED NIGHT」（新宿MARZ）
- 2007.09.29 - CD「UNDYING LOVE」発売記念インストアイベント・ミニライヴ（タワーレコード新宿店）
- 2007.11.10 - イベント「oricon Sound Blowin'」（渋谷O-EAST）
- 2008.01.13 - イベント「音楽の的 UP AND COMING ARTISTS VOL.1」（club 1ne 2wo）
- 2008.01.27 - CD「(HeroinE);」発売記念インストアイベント・ミニライヴ（ディスクユニオン下北沢店）
- 2008.02.02 - CD「(HeroinE);」発売記念インストアイベント・ミニライヴ（WAVE大宮店）
- 2008.02.26 - ツアー「(HeroinE); IN BROKEN WONDERLAND 1ST LEG」（イベント）（大阪 心斎橋 MUSE）
- 2008.03.05 - ツアー「(HeroinE); IN BROKEN WONDERLAND 1ST LEG」（ワンマン）（渋谷O-WEST）
- 2008.05.05 - イベント「Rock Kingdom side story～高校生の高校生による高校生の為のGig vol.2」（渋谷O-WEST）
- 2008.06.07 - イベント「日暮里フェスティバル」（日暮里駅前イベント広場 特設会場）
- 2008.07.06 - 主催イベント「the ORPHANAGE "Night of Goth N' Romanesque"」（渋谷 青い部屋）
- 2008.07.13 - イベント「Alamode Night 32 ★TAKUYA ANGEL夏祭りSPECIAL!!」（芝浦 STUDIO CUBE326）
- 2008.08.18 - イベント「Phantom of the fabric vol.2」（表参道 FAB）
- 2008.08.24 - イベント「Summer Nightmare Heroine's」（池袋手刀）
- 2008.09.06 - イベント「VERSUS」（下北沢 MOSAiC）
- 2008.09.28 - 主催イベント「the ORPHANAGE #2 "Home Party of Whispering Ghosts"」（渋谷 青い部屋）
- 2008.10.12 - イベント「Royal Cabaret Party #009 -Let's Witche's Sabbah!! -」（渋谷 青い部屋）
- 2008.11.29 - 主催イベント「the ORPHANAGE #3 "ANGELS IN DRESSED TO ILL"」（渋谷 青い部屋）
- 2008.12.13 - イベント「Femelancholic Sounds for All Vol.4"Melancholic Holy Night"」（両国 FOURVALLEY）
- 2009.05.02 - イベント「TOKYO DARK CASTLE Vol.52」（新宿MARZ）
- 2009.06.20 - 主催イベント「the Orphanage #4 "Dance with the Whispering Ghosts"」（渋谷 青い部屋）
- 2009.06.21 - イベント「head69 presents : TEQUILA A GO! GO! Vol.10」（中野 MOON STEP）
- 2009.08.29 - イベント「ミツマッシュpresents POP-LINE vol.4」（両国 FOURVALLEY）
- 2009.10.10 - イベント「HELLMETHOD PRESENTS EVIL DEAD FOUNDATION #1」（池袋 BLACK HOLE）
- 2009.10.16 - イベント「『Meaning of Liberty』」（下北沢 MOSAiC）
- 2009.10.17 - イベント「TOKYO DARK CASTLE Halloween Special」（新宿 MARZ）
- 2009.11.14 - イベント「head69 presents : TEQUILA A GO! GO! vol.11」（中野 MOON STEP）
- 2009.12.23 - イベント「femelancholic sounds for christmas」（両国 SUN RIZE）
- 2010.04.25 - イベント「Cluster ver.4.0/GR」（高田馬場 CLUB PHASE）